# عوض عبد الله
عوض عبد الله (28 ديسمبر 1963 -)، ممثل سعودي. من مواليد مدينة الرياض.
درس الابتدائية في مدرسة التذكارية، وواصل دراسته المتوسطة في متوسطة ابن خلدون، وأكمل دراسته الثانوية في ثانوية حطين. كان يعمل مع والده في محلات لبيع المواد الغذائية، وبعد المرحلة المتوسطة من الدراسة ترك العمل مع والده وبدأ بأعمال خاصة. وفي عام 1412 اتجه إلى الوسط الفني وإلى التمثيل وبدأ مشواره الفني الذي لا زال مستمرًا فيه حتى الآن.

## أعماله

### من المسلسلات
- (1993) طاش ما طاش.
- (1996).(2002) خلك معي
- (1997) عذرايب.
- (1997) الحاسة السادسة
- (1997) الوهم.
- (1998) عائلة أبو رويشد.
- (1999) السحارة.
- (2004) خارطة أم راكان.
- (2004) امرأة لا تشبه القمر.
- (2005) اخواني اخواتي.
- (2006) ماكو فكة.
- (2007) عمشة بنت عماش.
- (2007).(2009) بيني وبينك.
- (2008) خلوكم مكاني.
- (2008) المقطار.
- (2008) الشبح.
- (2008) اسوار 2.
- (2009) عذاب.
- (2009) أحلام رابح.
- (2010) سكتم بكتم 1
- (2010) فينك.
- (2010) غشمشم 5.
- (2011) ماشي.
- (2011) سكتم بكتم 2.
- (2011) الشبح.
- (2012) مسرحية عطني ping.
- (2012) شباب البومب.
- (2012) سكتم بكتم 3.
- (2013) سكتم بكتم 4.
- (2014) خميس بن جمعة.
- (2017) سناب شاف.
- (2018) شير شات.
- (2019) سريع سريع.
- (2019) شباب البومب 8
- (2021) ربع نجمه
- (2021) وش تبي بس
- (2025) شباب البومب 13

### أفلام
- بلا أبوين: بطولة محمد اليحيى محمد بخش محمد المحيميد.
- أصدقاء الطفولة.

### المسرحيات
- مناحي والملايين بطولة فايز المالكي عوض عبد الله.
- فشار بطولة بشير الغنيم عوض عبد الله.
- الدنيا شختك بختك بطولة عوض عبد الله عبد العزيز المبدل
- المداوي بطولة محمد مفرح عوض عبد الله
- عطني بنق بطوله عوض عبد الله وخليفه جبر.

## وصلات خارجية
موقع الفنان عوض عبد الله